# Fűzláp
A fűzlápok lápos területek jellemző társulásai. Jellemző rájuk, hogy igen sűrűek, olykor szinte áthatolhatatlanok. Rokonai a nyírlápok. Magasságuk kicsi, többnyire 2-5 méter. A vízben jellemzőek a hínárfélék, illetve a különféle reliktumfajok.
A társulást meghatározzák a kisebb fűzfélék, leginkább a füles fűz (Salix aurita), a hamvas fűz (Salix cinerea) és a babérfűz (S. pentandra).

## További fajok
- Molyhos nyír (Betula pubescens)
- Dárdás nádtippan (Calamagrostis canescens)
- Tőzegeper (Comarum palustre)